# Liu Jang (űrhajós)
Liu Jang  (hagyományos kínai: 劉洋; egyszerűsített kínai: 刘洋; pinjin: Liú Yáng) (Kína, Csengcsou (Zhengzhou), 1978. október 6. –) kínai vadászpilóta, az első kínai űrhajósnő.

## Életpálya
A katonai főiskola elvégzését követően 1997-től a Kínai Népi Felszabadító Hadsereg őrnagya,  vadászpilóta, helyettes századparancsnok. 1680 órát repült különböző vadászgépekkel. 21 női társa közül választották ki. 2010  májusában választották ki űrhajósjelöltnek. Férjezett, egy gyermek édesanyja.

## Űrrepülés
2012. június 16-án az északnyugat-kínai Csiucsüan (Jiuquan) Űrközpontból a Sencsou (Shenzhou)-program keretében indították a Sencsou–9 (Shenzhou–9)-et, az első háromszemélyes űrhajót, Kína negyedik emberes űrrepülését. Az űrprogram 13 napig tart. Az űrhajósok: Csing Haj-peng (Jing Haipeng) parancsnok, Liu Jang (Liu Yang) űrhajósnő, és Liu Vang (Liu Wang) kutatóűrhajós. Az űrhajó 2012. június 16-án először hajtott végre összekapcsolódást a Tienkung–1 (Tiangong–1) űrállomással.

## Szakmai program
A tíznaposra tervezett program feladatai: a Nemzetközi Asztronautikai Szövetség (IAF) zászlajának a becsomagolása lesz, amely tavaly szeptember óta a Tienkung–1 (Tiangong–1) fedélzetén kering. (Ugyanez a zászló korábban repült az egyik űrsiklón, járt a Nemzetközi Űrállomáson és egy Szojuz űrhajón is.) Tudományos programként bábokat vittek a fedélzetre. Be kell lakniuk a Földön megtervezett eszközöket, ki kell próbálniuk a fekhelyeket és az edzőgépeket, illetve az űrhajóból át kell rakodniuk a szükséges eszközöket. Az űrmodulban nagy felbontású kamerákat helyeznek el, amelyek segítségével a földi központ folyamatosan figyelheti az űrhajósok minden tevékenységét.

## Tartalék pilótája
- Vang Ja-ping (Wang Yaping) űrhajósnő